# Bibliothèque nationale du Salvador
La Bibliothèque nationale du Salvador ou simplement BINAES est une institution publique nationale au Salvador, ouverte le 14 novembre 2023. Avec ses 26 000 livres et ses 24 000 m2 répartis en sept étages, elle est considérée comme « la plus grande bibliothèque d'Amérique centrale et la plus moderne d'Amérique latine ». Elle est la première bibliothèque nationale au monde à être ouverte 24 heures sur 24 et 7 jours sur 7.
Elle est dotée d'auditoriums, d'une collection d'art national, et sert également de siège aux archives nationales, qui étaient auparavant logées au palais national du Salvador.

## Situation et accès
La Bibliothèque nationale du Salvador est située dans le centre historique (es) de San Salvador, à côté de la Plaza Gerardo Barrios (es). En face d'elle se trouve la cathédrale métropolitaine Saint-Sauveur de San Salvador, et à sa gauche, le palais national du Salvador. À l'emplacement d'origine se tenaient l'ancienne Bibliothèque nationale Francisco Gavidia (es) (1870 - 2021), ainsi que les édifices de la Banco Hipotecario de El Salvador (es) et de Rodríguez Porth.

## Histoire

### Projet et construction
À la fin de 2021 et au début de 2022, la démolition de l'ancien édifice de la Bibliothèque nationale Francisco Gavidia est entreprise en vue de la construction d'un nouveau bâtiment financé par la république populaire de Chine. Le projet est estimé à 54 millions de dollars américains.
Le parlement salvadorien quant à lui approuve les « Dispositions spéciales pour l'approbation et l'exécution du projet d'assistance à la construction de la Bibliothèque nationale d'El Salvador », par le biais du décret législatif n° 249 du 21 décembre 2021, publié au Journal officiel n° 244, volume n° 433 du 22 décembre 2021.
La première pierre du nouveau bâtiment est placée le 3 février 2022 par le président de la République, Nayib Bukele et l'ambassadrice de Chine au Salvador, Ou Jianhong,.
La construction s'achève en octobre 2023. La bibliothèque ouvre ses portes au public officiellement le 14 novembre 2023.
De forme pyramidale, le bâtiment est imaginé comme un hommage aux éléments de la culture salvadorienne, évoquant les centres cérémoniels précolombiens.
La BINAES s'inscrit dans un plan du gouvernement visant à développer la lecture ; avant d'accéder à des jeux au sein du bâtiment, chaque enfant devra lire au moins 30 minutes.

## Espaces
La BINAES offre un service 24 heures sur 24 et 7 jours sur 7. Elle est la première bibliothèque nationale au monde à proposer ces horaires. Elle dispose d'un bâtiment de 7 étages. Ses services comprennent :

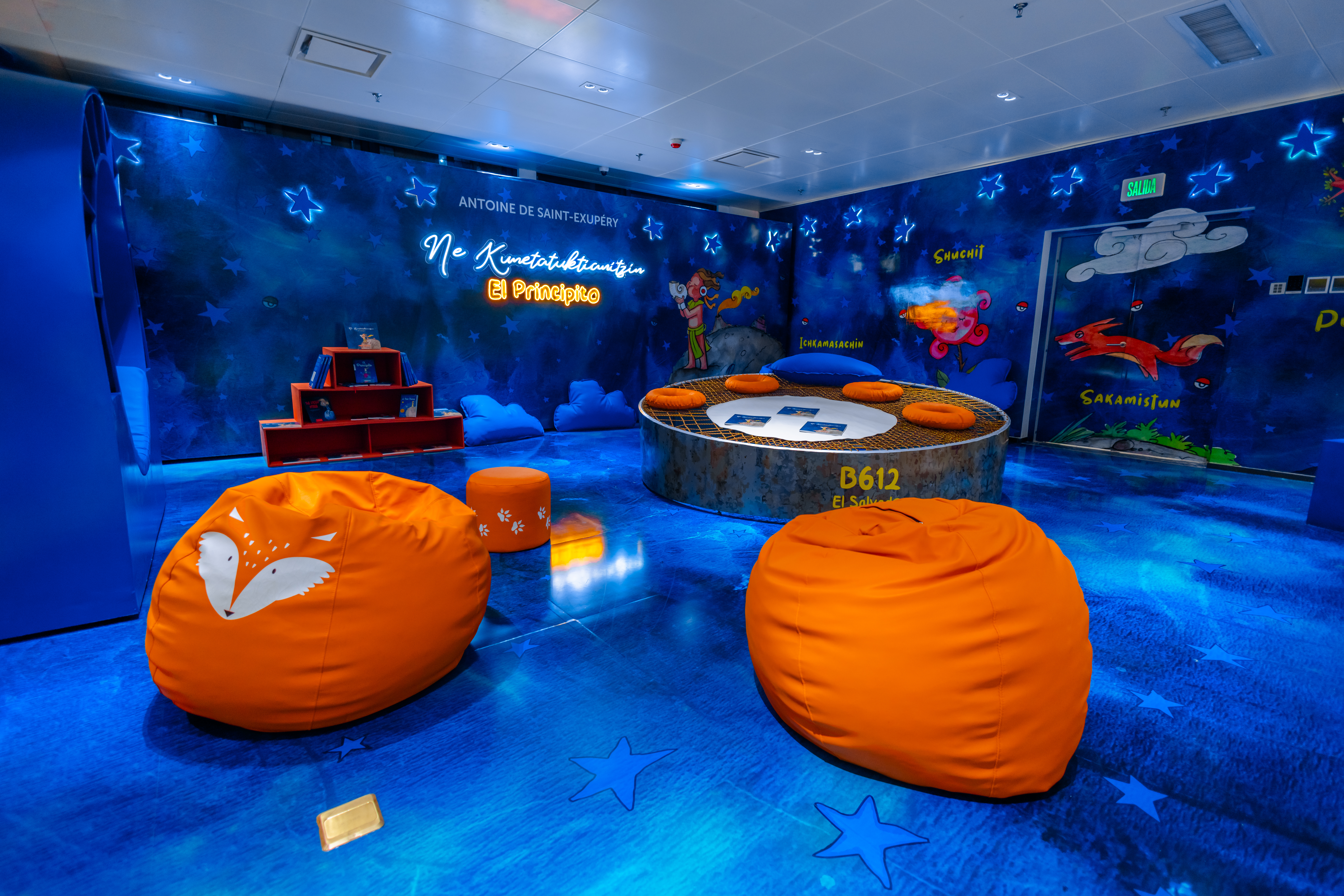
Salon thématique de la Bibliothèque nationale du Salvador (BINAES).

- Niveau 1 : aire de jeux, aire technologique, aire de narration, bibliothèque spécialisée avec 6 000 livres, librairie café, salle de vente, Editorial El Salvador et auditorium.
- Niveau 2 : zone de calme, zone de soins, collection d'arbres de vie, infirmerie et zone de psychomotricité.
- Niveau 3 : bibliothèque de 26 000 livres, Espace informatique, zone Le Petit Prince, zone LEGO, zone jeu vidéo, salle inclusive et zone d'espace sensoriel.
- Niveau 4 : zone thématique de Game of Thrones, Star Wars et Le Seigneur des anneaux, bibliothèque, laboratoire d'Internet et zone jeu vidéo.
- Niveau 5 : patrimoine documentaire de la nation à travers les Archives générales de la nation, la collection générale, la littérature latino-américaine et la littérature universelle, la salle classique et la salle contemplative.
- Niveau 6 : cabines de concentration, simulateur de vol et jeu vidéo de courses, salle de réalité virtuelle, zone jeu vidéo, zone de prototypage virtuel, Atelier d'expériences et zone de robotique.
- Niveau 7 : restaurant, galerie d'art, terrasse et auditorium.

## Critiques
Pour Le Monde, la bibliothèque répond à une visée électoraliste du président Nayib Bukele ainsi assortie à une stratégie d'influence chinoise. Le journal souligne que la bibliothèque ne répond pas aux exigences de l'UNESCO pour la classification de « bibliothèque nationale », qui en répertorie 312 dans le monde. Les ouvrages présentés n'y sont pas catalogués. En outre, la conservation des ouvrages de la précédente bibliothèque fait l'objet de critiques, étant donné le bâtiment dédié n'est pas doté de l'air conditionné mais seulement d'un ventilateur soufflant de l'air chaud, potentiellement préjudiciable aux ouvrages centenaires. 